# Elphos aoupiniensis
Elphos aoupiniensis är en fjärilsart som beskrevs av Holloway 1979. Elphos aoupiniensis ingår i släktet Elphos och familjen mätare. Inga underarter finns listade i Catalogue of Life.